# Кінофестиваль «Фільми Півдня»
«Фільми Півдня» (норв. Film fra sør англ. Films from the South) — щорічний, міжнародний кінофестиваль який проходить в Осло, Норвегія. На ньому демонструються стрічки з країн Африки, Азії та Латинської Америки. Фестиваль започаткований 1991 року студентами з  Університету Осло, і став одним з улюблених норвезьких фестивалів. Щороку його відвідують до 20 тисяч осіб. Фестиваль також виконує функцію зустрічі корінних норвежців і людей з інших культур .
Головна нагорода фестивалю — «Срібне дзеркало». Вона присуджується найкращому художньому фільму. Інші нагороди: приз глядацьких симпатій, лауреат премії ФІПРЕССІ та DOK: SØR — нагорода за найкращий документальний фільм.

## Нагороди

### Срібне дзеркало
До 2003 відома як 'The Oslo Films from the South Award'.
| Рік  | Дата                  | Назва                          | Режисер                      | Країна                |
| ---- | --------------------- | ------------------------------ | ---------------------------- | --------------------- |
| 1997 | 26 вересня — 5 жовтня | Labyrinth of Dreams            | Gakuryū Ishii                | Японія                |
| 1998 | 25 вересня — 4 жовтня | Innocence                      | Zeki Demirkubuz              | Туреччина             |
| 1999 | 1-10 жовтня           | Life Is to Whistle             | Fernando Pérez               | Куба                  |
| 2000 | 13-22 жовтня          | Amores perros                  | Алехандро Гонсалес Іньярріту | Мексика               |
| 2001 | 12-21 жовтня          | Baran                          | Majid Majidi                 | Іран                  |
| 2002 | 11-20 жовтня          | A House with a View of the Sea | Alberto Aruelo               | Венесуела             |
| 2003 | 10-19 жовтня          | James' Journey to Jerusalem    | Ra'anan Alexandrowicz        | Ізраїль               |
| 2004 | 7-17 жовтня           | Head-On                        | Фатіх Акін                   | Туреччина / Німеччина |
| 2005 | 6-16 жовтня           | Electric Shadows               | Xiao Jiang                   | Китай                 |
| 2006 | 5-15 жовтня           | Water                          | Deepa Mehta                  | Канада                |
| 2007 | 4-16 жовтня           | Caramel                        | Nadine Labaki                | Ліван                 |
| 2008 | 9-19 жовтня           | Buddha Collapsed Out of Shame  | Hana Makhmalbaf              | Іран                  |
| 2009 | 4-18 жовтня           | City of Life and Death         | Lu Chuan                     | Китай                 |
| 2010 | 7-17 жовтня           | The Housemaid                  | Im Sang-soo                  | Південна Корея        |
| 2011 | 6-16 жовтня           | Las Acacias                    | Pablo Giorgelli              | Аргентина             |
| 2012 | 6-14 жовтня           | Вовченята Аме та Юкі           | Mamoru Hosoda                | Японія                |
| 2013 | 10-20 жовтня          | '                              |                              |                       |

### Інші нагороди
| Рік  | ФІПРЕССІ                    | DOK: SØR                                        | Приз глядацьких симпатій             | Заохочувальна премія | Oslo Cinema launching price |
| ---- | --------------------------- | ----------------------------------------------- | ------------------------------------ | -------------------- | --------------------------- |
| 1997 |                             |                                                 | La nave de los sueños                |                      |                             |
| 1998 |                             |                                                 | Martin (Hache)                       |                      |                             |
| 1999 |                             |                                                 | The Lighthouse                       |                      |                             |
| 2000 | The Day I Became a Woman    |                                                 | El mismo amor, la misma lluvia       |                      |                             |
| 2001 | La libertad                 |                                                 | Nine Queens                          |                      |                             |
| 2002 | Whispering Sands            |                                                 | Son of the Bride                     |                      |                             |
| 2003 | James' Journey to Jerusalem |                                                 | Valentín                             |                      |                             |
| 2004 | Earth and Ashes             |                                                 | Avellaneda's Moon                    |                      |                             |
| 2005 | Paradise now                |                                                 | Hana & Alice                         |                      |                             |
| 2006 | Пори року                   |                                                 | Elsa & Fred                          |                      |                             |
| 2007 | Khadak                      |                                                 | The Year My Parents Went on Vacation |                      |                             |
| 2008 | 24 City                     | War Child                                       | Вальс з Баширом                      | Raoul Peck           | Вальс з Баширом             |
| 2009 | A moment in June            | Rough Aunties                                   | For a Moment, Freedom                | Hirokazu Kore-eda    | Still Walking               |
| 2010 | A Brand New Life            | Benda Bilili!                                   | Castaway on the Moon                 | Dag Asbjørnsen       | Women Without Men           |
| 2011 | On the Edge                 | Tahrir 2011: The good, the Bad & the Politician | Where Do We Go Now?                  |                      |                             |
| 2012 | Neighboring Sounds          | Searching for Sugar Man                         | Wolf Children                        |                      |                             |